# Maria Angélica de Sousa Queirós
Maria Angélica Sousa Queirós Aguiar de Barros (Rio Claro, 27 de outubro de 1842 — São Paulo, 28 de setembro de 1929) foi uma proprietária rural e aristocrata brasileira.

## Biografia

### Família
Era filha de Francisco Antônio de Sousa Queirós, barão de Sousa Queirós, e de Antônia Eufrosina Vergueiro, sendo, portanto, neta materna do Senador Vergueiro e paterna de Luís Antônio de Sousa Queirós, o brigadeiro Luís Antônio.
Casou-se no ano de 1862 com Francisco de Aguiar de Barros, filho de Bento Pais de Barros, barão de Itu, e Leonarda de Aguiar de Barros, e como sua viúva, foi proprietária de muitas terras na zona central da cidade de São Paulo. Deve-se a êle a denominação da Alameda Barros, no bairro de Higienópolis. Foram filhos do casal:
- Francisco de Aguiar Barros Filho, que se casou com Ana de Barros Brotero (1872 - 1957);
- Bento de Aguiar Barros, que se casou com Vitalina do Amaral;
- Alfredo de Aguiar Barros;
- Raul de Aguiar Barros;
- Maria Angélica de Aguiar Barros;
- Leonarda de Aguiar Barros, que se casou com Wladimiro Augusto do Amaral;
- Antonia de Aguiar Barros;
- Paula de Aguiar Barros;
- Guiomar de Aguiar Barros, que se casou com Flávio do Amaral;
- Beatriz de Aguiar Barros.

## Posteridade

### Bairro de Higienópolis
É considerada uma das três senhoras fundadoras do bairro de Higienópolis, em sua primeira etapa, dos altos de Santa Cecília, juntamente com Dona Veridiana Valéria da Silva Prado (Rua Dona Veridiana) e Dona Maria Antônia da Silva Ramos (Rua Maria Antônia). O bairro foi ocupado em seu início por chácaras e posteriormente por ricos palacetes da elite, mais tarde demolidos para darem lugar a edifícios residenciais em sua grande maioria.

### Avenida Angélica
A Avenida Angélica trata-se de uma referência a Dona Maria Angélica, situando-se seu palacete (inspirado no Palácio de Charlottenburg, Alemanha), na esquina com a Alameda Barros, posteriormente demolido.